# Montesa (motocicletas)
Montesa es una marca española de motocicletas cuyo origen se remonta a la creación de la empresa del mismo nombre en 1944 en Cataluña por Pere Permanyer i Puigjaner y Francisco Javier Bultó Marqués.

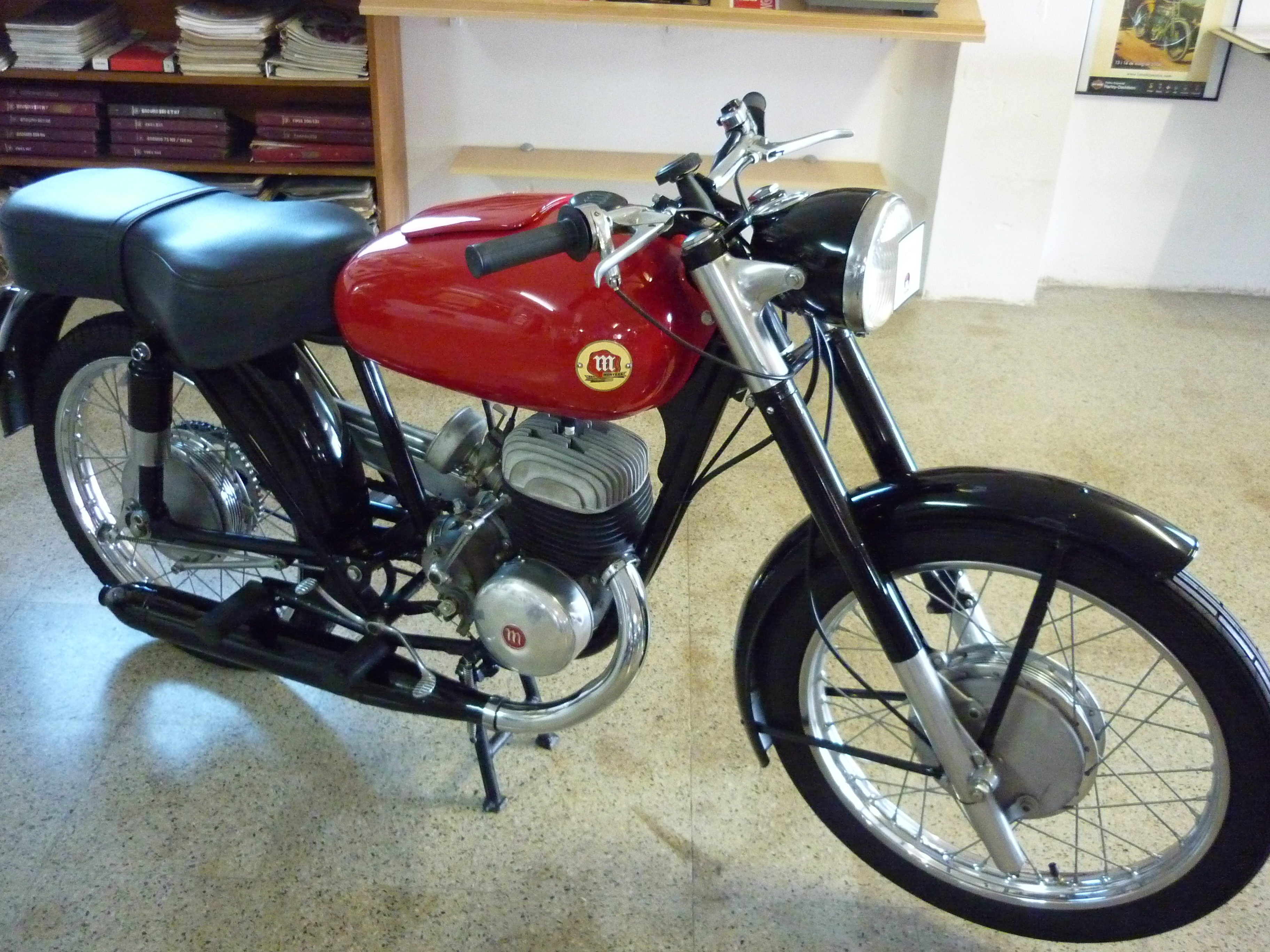
"Brio 110""Monotubo" (125cc) la máxima evolución del motor original de la marca

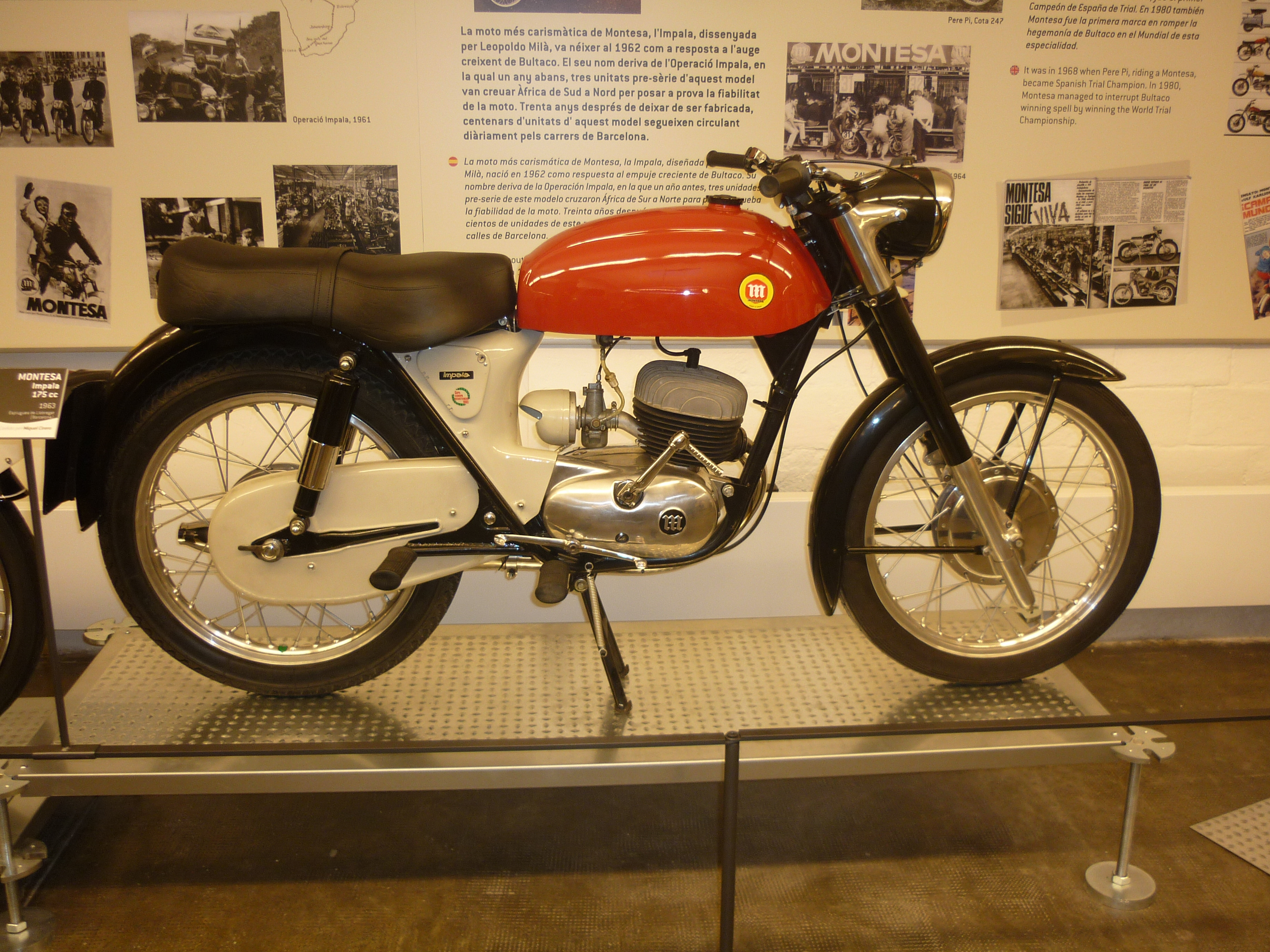
Primera versión de la Impala, 1963 (175cc)

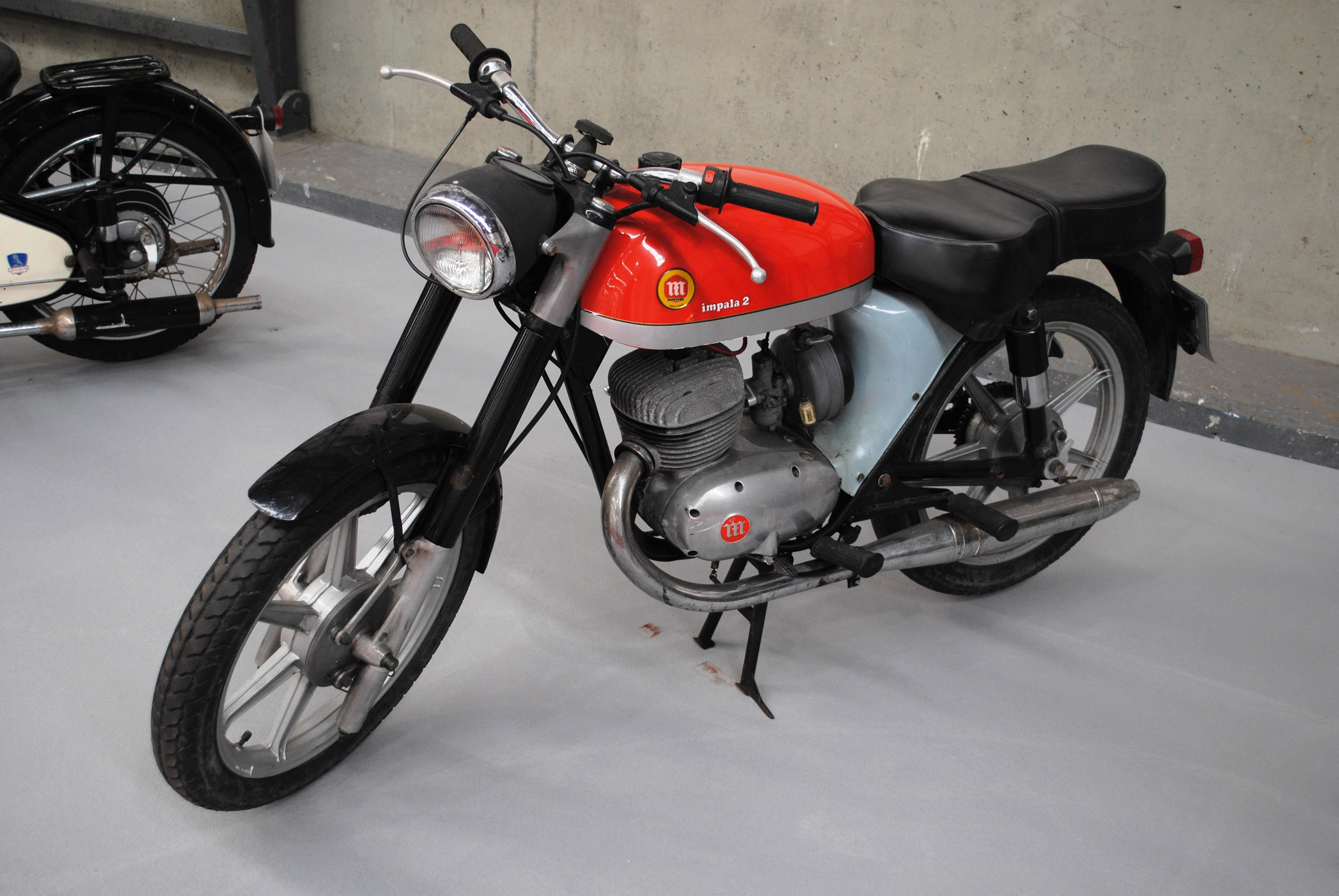
"Impala 2" 1982.

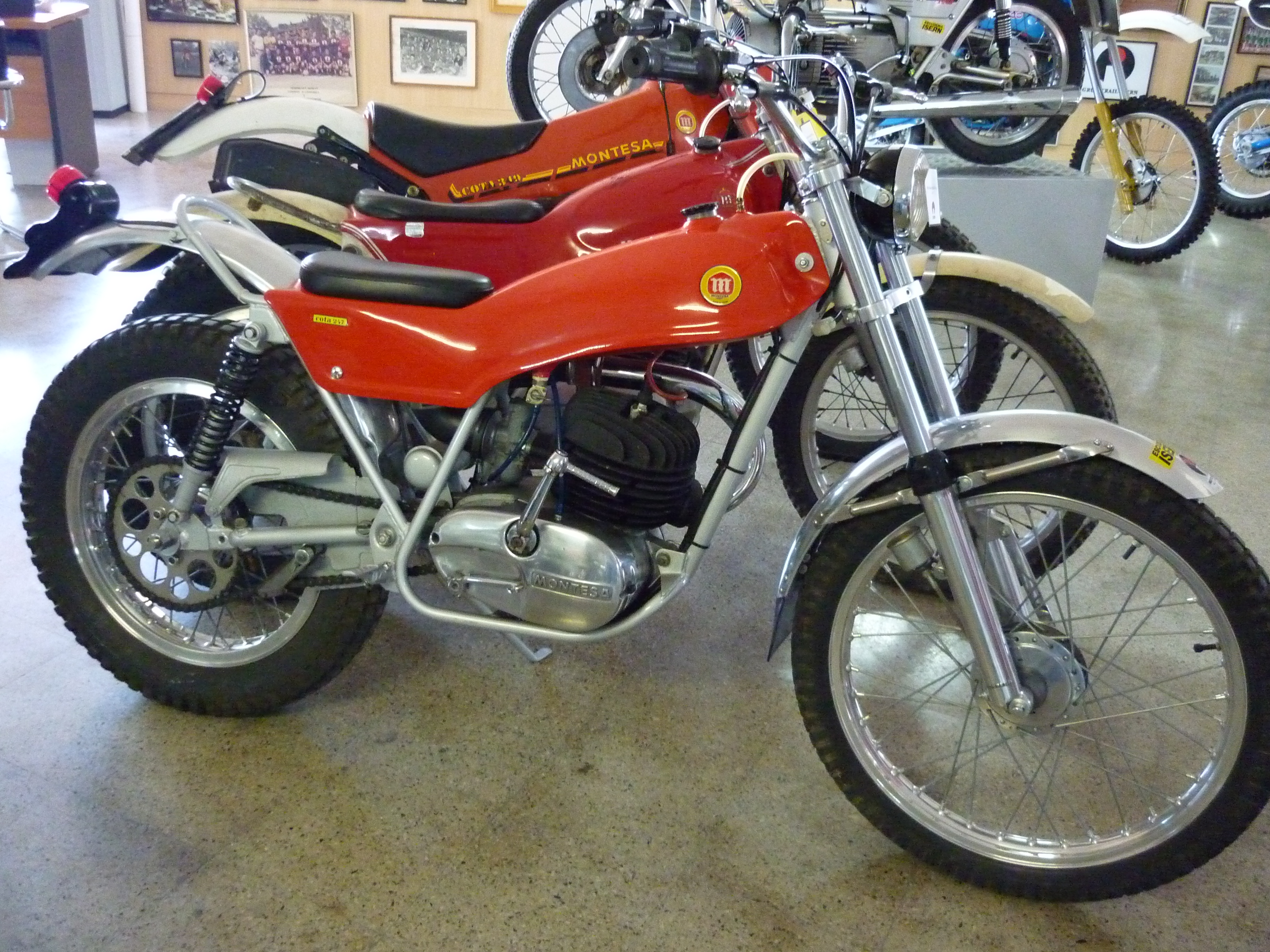
"Cota 247" de 1972

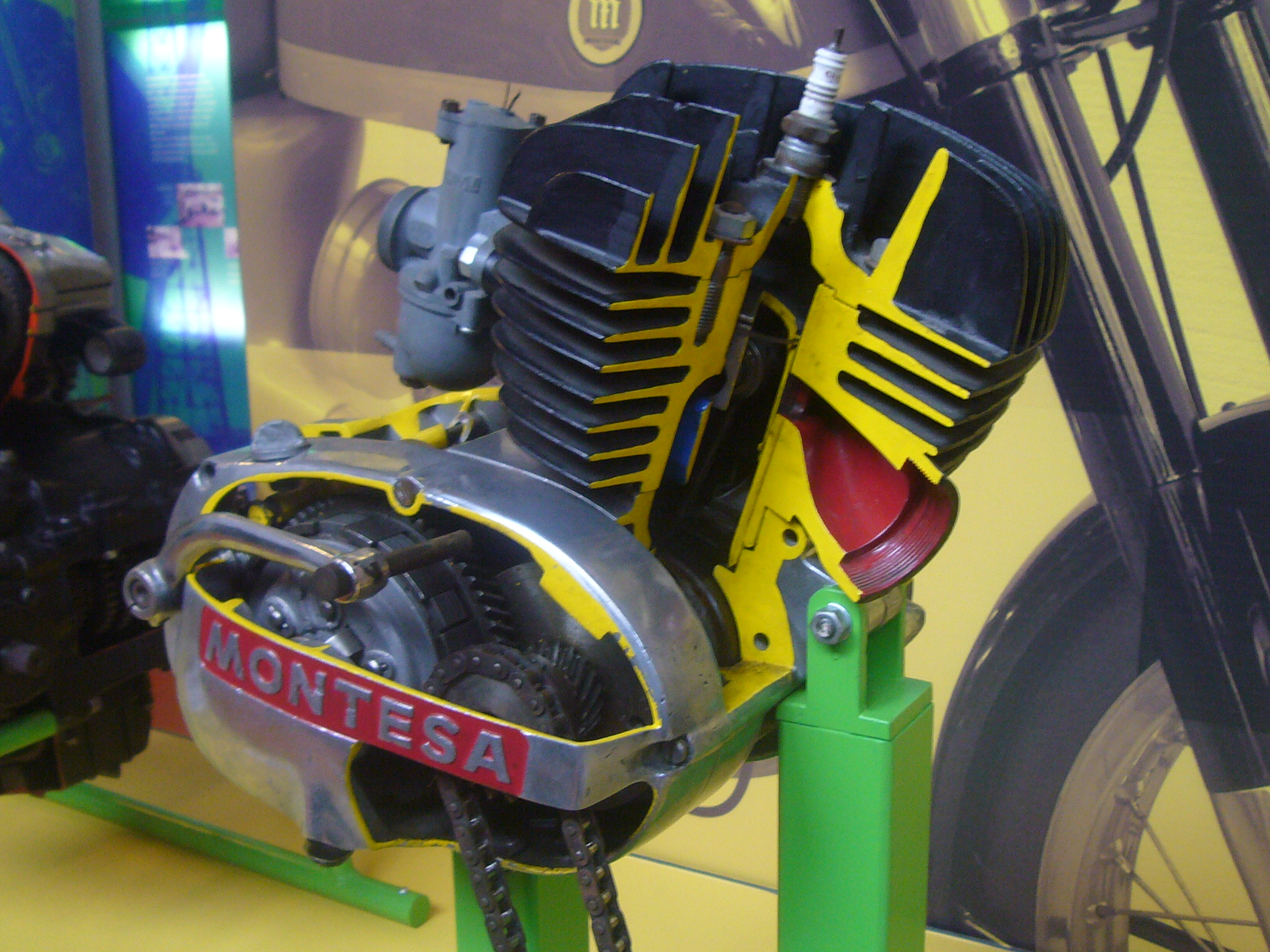
Motor Montesa "Monobloque"seccionado

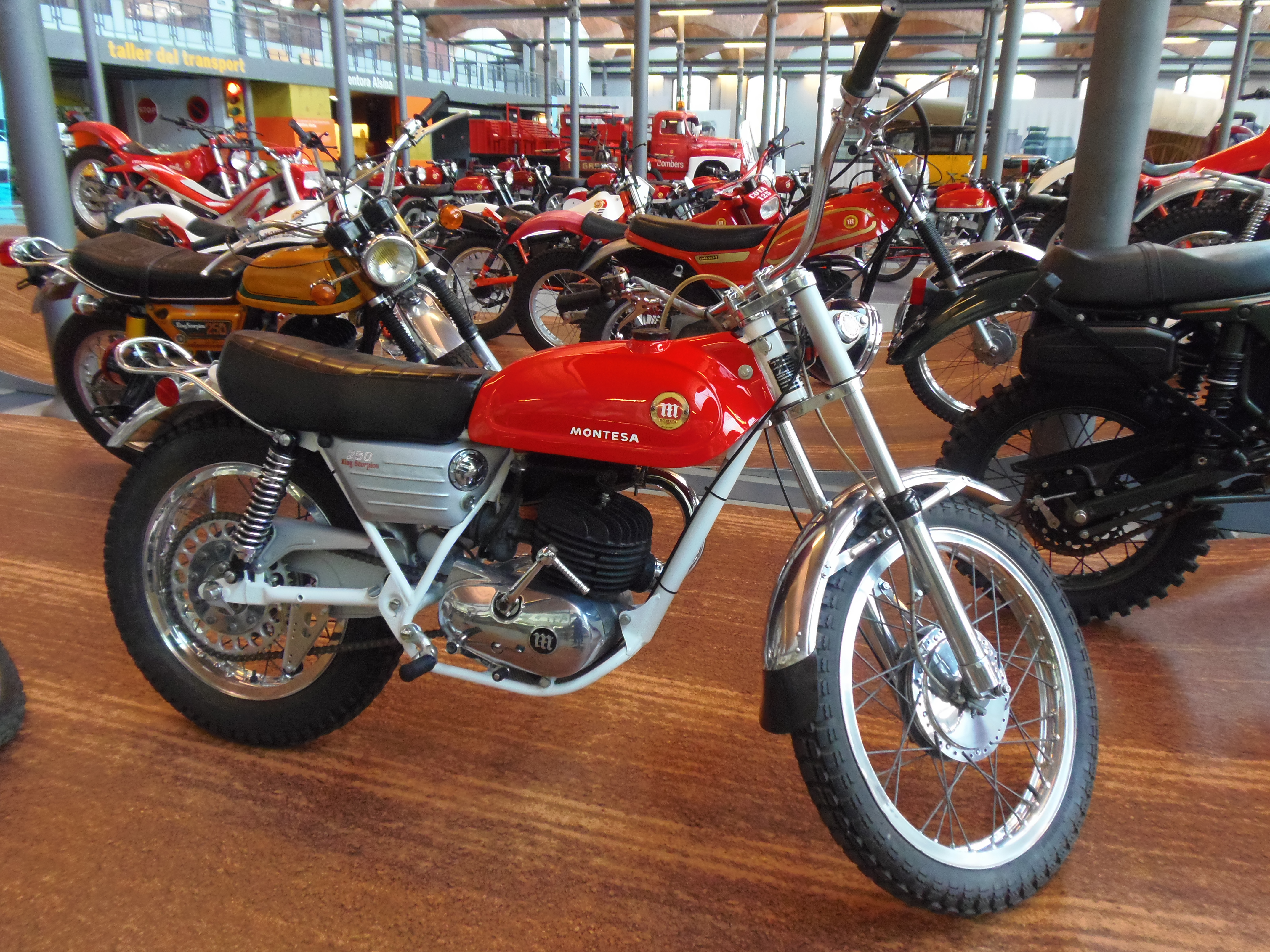
Las primeras "Trails": la "King Scorpion" de 250 cc

## Primera época: nacimiento y desarrollo
La cooperación entre Permanyer y Bultó fue desde el primer momento extraordinaria, dedicándose el primero a la gestión y administración, y el segundo al desarrollo técnico, basado siempre en la competición.
El primer modelo de la compañía de presentó en la Feria de Muestras de Barcelona en junio de 1945.
Su desarrollo fue extraordinario en la década de los 50, apoyado en gran medida por los éxitos logrados en las carreras. Sus máquinas eran esencialmente de una cilindrada de 125 cc, de dos tiempos, estando el cambio separado del cárter motor, recibiendo la transmisión de fuerza el embrague desde el cigüeñal a través de una cadena bajo cárter en baño de aceite, situado en el lado izquierdo del motor. El volante magnético se situaba en la parte derecha, debajo de una cubierta circular. Todos estos modelos recibirían a partir de un momento dado la denominación genérica "Brio", con potencias siempre en aumento. 

### La competición
Más tarde en noviembre del mismo año, participaron con seis unidades en el Gran Premio de Montjuich en el parque del mismo nombre en la capital catalana. En su categoría, 100 cc, ocuparon las cinco primeras plazas, la primera de una larguísima serie de victorias con este motor. En los campeonatos nacionales de 1946 ganaron las Montesas las categorías de 100 y 125.
La demanda de sus máquinas creció tanto que se tuvieron que concentrar solo en los motores de 125 cc, trasladándose de las instalaciones de la calle Córcega a la calle Pamplona en junio de 1950.
En el Gran Premio de España en Montjuich en 1951 obtuvieron la 5ª y 6ª plaza entre 27, compitiendo con máquinas mucho más sofisticadas, todas de 4 tiempos. Esto animó a la dirección a enviar un equipo a las carreras de la Isla de Man, el evento más relevante de la especialidad entonces. Obtuvieron la 5ª y 6ª plazas y segunda en marcas, siendo superada solo por FB Mondial.
En septiembre del mismo año tomaron parte en el ISDT el "Trial Internacional de los 6 Días", con dos máquinas una de ellas pilotada por el mismo Bultó, obteniendo la medalla de bronce.

### Las dificultades: La marcha de Bultó
Con el Plan de Estabilización de 1959 llegaron las dificultades, llevando a Permanyer a tomar la decisión de dejar la competición que tan esencial había sido para la marca. Esta circunstancia llevó a Paco Bultó, abiertamente contrario a la misma, a dejar la empresa, junto con un grupo de incondicionales, quienes le animaron a fundar una nueva marca que muy pronto sería el rival a batir: Bultaco. 

## Segunda época: plenitud

### Los modelos de carretera
A la larga serie de las "Brio" sucedería el modelo de Montesa de mayor éxito: la Montesa Impala (1962), motocicleta de turismo, siempre de dos tiempos, de 175 cc. El diseño del motor era radicalmente diferente de los "Brío" en el sentido que el cárter era ya del tipo "monobloque" (construcción unitaria, integrando cambio y cárter motor) de un diseño muy limpio. De la misma también se fabricó una versión "Sport" de 175cc y de 250 cc. Este motor fue la base de todos los desarrollos posteriores de la marca para modelos de trial, todo terreno y motocross, además de carretera. Su creador fue Leopoldo Milà i Sagnier (1921 - 2006). En pruebas, tres unidades de pre-serie recorrieron a principios de los años sesenta África entera, desde Ciudad del Cabo a Barcelona, ya en Europa (más de 20 000 km en tres meses) dando muestra de una robustez, fiabilidad y aptitudes deportivas legendarias (Operación "Impala", que daría nombre a la moto definitiva).

### Los ciclomotores
El mercado de los ciclomotores de 50 cc era muy boyante en aquel momento, por lo que en 1965 lanzaron un modelo con esta cilindrada y motor alemán "JLO", con aspecto de Impala aunque bastidor muy simplificado. De esta se derivaron numerosas variantes, con el mismo motor siempre, como la "Indiana", Cota 49 y 25 en dos modelos, 25A con cambio automático y 25C con cambio tradicional de dos marchas,  Rápita 50, Scorpion 50, Brio 50, etc.

### Scooter
También en el mercado de los "scooter" participó Montesa con su modelo "Fura" con motor Laverda de 4 tiempos de 60 cc.

### Fuera carretera
El mercado del fuera carretera se iba haciendo cada vez más presente en España, al igual que en USA, por lo que la marca decidió apostar fuertemente en este sector, que podríamos clasificar en los siguientes apartados:  

#### El Moto-cross
La Impala "Cross" se lanzó con vistas  a las  carreras en circuito de Moto-Cross, con un escape abierto, manillar ancho  y corona de gran diámetro como modificaciones principales. Estas darían luego lugar a la saga de las "Cappra" con numerosísimos modelos.

#### El Todo terreno o "Trail"
El Todo-terreno con máquinas aptas para circular por carretera, fue otro de los campos del fuera-carretera en los que la marca participó, siempre con los motores básicos de las Impala, como por ejemplo la Texas, primero pensada para su exportación al mayor mercado de esta especialidad, el americano. Más adelante aparecería la larga serie de las "Enduro" con la misma filosofía de cliente.

#### El Trial
Por último en el Trial apareció la "Cota" que llevó a la marca a niveles de fama mundial, en evolución constante, existiendo de la misma versiones mixtas "Trail" aptas para llevar dos personas y con la desmultiplicación más larga en la última marcha, para permitir su uso en carretera, según una moda muy prevalente en los años 70. 

### Tercera época, dificultades y absorción por Honda
Posteriormente, ante el descenso de las ventas de las máquinas de carretera por la llegada masiva del automóvil, la empresa se fue orientando cada vez más a los productos de fuera carretera, principalmente trial (modelos "Cota") y Enduro.
A partir de 1981 empezó una época de inestabilidad económica. Las huelgas debilitaron a la compañía, que necesitaba de una inyección de capital para sobrevivir. Esta la aportó el gigante Honda que utilizó la planta de producción para manufacturar varios de sus modelos. Al final como tal Montesa solo quedaron unos pocos modelos de Trial, siendo la última "auténtica" Montesa, la Cota 311 (1992). 
Las siguientes Cotas ya incorporaron Motor Honda, siendo incluso la última con motor de 4 tiempos.
Actualmente es propiedad total de la marca japonesa Honda Motor Company y se limita a producir motocicletas para el trial de competición, aún bajo la denominación Cota, para no olvidar aquel primer modelo (la Cota 247) del año 1968.

### Lista de Modelos
| Nombre                       | Código fábrica | Cilindrada (mm)      | Potencia CV/rpm (catálogo) | Años    | Tipo               | Notas/evolución |  |
| ---------------------------- | -------------- | -------------------- | -------------------------- | ------- | ------------------ | --- |  |
| A 45                         | n/a            | 98 cm3               | n/a                        | 1945    | carretera          | Primer modelo de la marca, estrechamente basado en la Motobécane francesa, carrera de 60 mm, diámetro 45,6 mm, pistón con deflector, carburador lateral, cambio de 3 velocidades separado del cárter motor,mando cambio por palanca o por pie, dos tubos de escape, suspensión delantera paralelogramo,trasera telescópica, un solo sillín. Depósito líneas cuadradas, en gris y negro.Frenos de tambor de 125 mm |  |
| B46/49                       | n/a            | 124,98 cm3           | 4,7/4600                   | 1946-49 | carretera          | Diámetro aumentado a 51,5 mm, pasando la cilindrada a 124,98 cm³ .Aletas de la culata de aspecto cuadrado. Estas medidas de cilindro se mantendrían hasta el final de las "Brio" en 1962 |  |
| D-51                         | n/a            | 124,98 cm3           | 5/5400                     | 51-52   | carretera          | Introducción de la célebre horquilla telescópica prolongada por debajo del eje de la rueda, que se mantendría con muy pocos cambios hasta el final de las "Impala". Asimismo aparece el depósito redondeado integrando la caja de herramientas. Aparece el color rojo, para el depósito, que será el característico de la marca hasta muchos años después. |  |
| Brio 90                      | n/a            | 124,98 cm3           | 7,2/6000                   | 53-56   | carretera          | Pistón sin deflector, admisión por la parte trasera del cilindro. Estas modificaciones ya se habían aplicado en los modelos de competición por su rendimiento mucho mayor |  |
| Brio 80                      | n/a            | 124,98 cm3           | 6,5/5400                   | 54-55   | carretera          | Modelo más "tranquilo" que la 90, otras desmultiplicaciones de cambio, ruedas de menor diámetro (19") y más sección. Posteriormente aparecería la variante "80/56" con sillín biplaza de tipo corrido. Una variante posterior de dicho modelo lo constituyeron la 81 y la 82, con filtro de aire muy mejorado y un color verde llamado "trucha" en la 82 |  |
| Brio 91                      | n/a            | 124,98 cm3           | 10,9/6000                  | 56-59   | carretera          | Planteamiento deportivo, primera vez que aparece un cambio de 4 velocidades en la marca. |  |
| Brio 110                     | n/a            | 124,98 cm3           | 11,5/6500                  | 59-62   | carretera          | Motor evolucionado de la 91, pero cambios radicales en la parte ciclo: suspensión oscilante detrás y frenos de 180 mm en las dos ruedas. Ruedas de aleación en muchas unidades, siempre de 19".Salió posteriormente un modelo para competición homologada serie,, la "Monotubo", como su nombre indica un solo tubo de escape. |  |
| Comando                      | n/a            | 124,98 cm3           | 6,5/5400                   | 59-62   | carretera          | Igual que la 81, pero con acabados económicos |  |
| Comando 150                  | n/a            | 142,5 cm3            | 11,5/6500                  | 59-62   | carretera          | Parte ciclo como la 110, pero frenos y motor como la Brio 80, misma clientela que la Comando primera aunque con un aumento de ciindrada impuesto por la competencia con Bultaco que había lanzado su "155" |  |
| Impala                       | 4M             | 174,77 cm3           | 10,5/5500                  | 62-72   | carretera          | Modelo totalmente nuevo, respuesta a las Bultaco, con cilindrada mayor, cuyo motor sería la base de todos los posteriores. Motor monobloque, pulido, 4 velocidades, transmisión primaria por engranajes, carrera de 60 como las Brio pero diámetro de 60,9 en lugar de 51,5 mm; de ahí la cilindrada mayor. Horquilla similar a las Brio pero de mayor diámetro, cofano plástico bajo sillín, cadena secundaria totalmente protegida, frenos de 180 mm, depósito plano por la parte inferior, se mantienen los colores de las Brio. Ruedas de aleación de 19". Ganadora del Delta de Plata al Diseño Industrial |  |
| Impala Sport                 | 3M             | 174,77 cm3           | 18/7000                    | 63-70   | carretera          | Filosofía deportiva, mayor potencia obtenida mediante carburador, relación de compresión mayores, escape diferente. Guardabarros delantero y trasero menos envolventes. Cubrecadenas más ligero. Banda decorativa gris plata en la parte inferior del depósito. Posteriormente aparecería una segunda versión, con ruedas de 18" y freno delantero refrigerado |  |
| Impala Cross 175/250         | 13M            | 174,77/247,69 cm3    | 17/7500 y 23/8000          | 63      | Moto-cross         | Primer modelo para esta especialidad . |  |
| 50 A-1 y Ciclo-Montesa       | 7M/17M         | 48,76 cm3            | 2,5/1,6/6500               | 65      | carretera          | Dos versiones, de la misma máquina, la primera para matricular y carnet A-1 y la segunda ciclomotor, con pedales practicables según legislación entonces vigente. 3 velocidades, cambio al puño. Con este motor se lanzarían muchas versiones de todas las especialidades, ver más adelante |  |
| Comando 175                  | 6M             | 174,77 cm3           | 9/5500                     | 65      | carretera          | Misma filosofía que en las Comando de la época "Brio", pero esta vez basada en la Impala. Ruedas de acero cromado, faro más sencillo, etc., para obtener un modelo económico, con el fin de hacer frente a la Bultaco "Mercurio"125 |  |
| Kenya                        | 8M             | 174,77 cm3           | 12/5500                    | 66      | carretera          | Impala con ruedas de 17", colores en la serie Impala por primera vez, con vistas a la exportación . |  |
| Texas 175/250                | 12M/24M        | 174,77/247,69 cm3    | 14/21/7000                 | 66-71   | Todo terreno       | Derivada de la Impala, horquilla diferente, con botella terminada en el eje y mayor recorrido depósito menor, tubo de escape por arriba, colores propios, dirigida también al mercado USA. Allí llamada "Scorpion" |  |
| La Cross 66/67               | 23M            | 247,69 cm3           | 30/7000                    | 66-67   | Moto-cross         | Evolución de la Impala Cross. A partir de aquí todas las fuera carretera tendrían horquilla similar a la de la "Texas" |  |
| Sport 250                    | 15M            | 247,69 cm3           | 26/7500                    | 63      | carretera          | Misma filosofía que en las Impala Sport, respuesta de Montesa a la "Metralla Mk2". Ruedas de 19", aluminio. Todos los elementos, no solo el depósito, rojo Montesa; chasis gris plata. |  |
| Cappra 250/360               | 33M            | 247,69 cm3/351,2 cm3 | 30/38/6500                 | 67      | Moto-cross         | Los colores ya empiezan a ser diferentes del tradicional "rojo Montesa" |  |
| Trial 250                    | 11M            | 247,69 cm3           | 19/7000                    | 67      | Trial              | Primera máquina específicamente diseñada para esta especialidad. Chasis completamente doble cuna |  |
| Cota 247                     | 21M            | 247,69 cm3           | 19-22,8/6500               | 68      | Trial              | Estética totalmente nueva, depósito y tapas laterales integradas de plástico, ganadora del Delta de Plata al diseño industrial. 5 velocidades. Color rojo Montesa. Serie muy larga de modelos que se inicia en el 68 y termina en el 84. Hubo versiones "mixtas" llamadas "T" con asiento para dos plazas, ya que los jóvenes empezaron a usar las monoplazas para circular por la ciudad y a veces por carretera llevando dos personas. |  |
| Cappra 250/360GP             | 53/56M         | 247,69/360 cm3       | 32/38/6500                 | 68      | Moto-cross         | Evolución de las anteriores. |  |
| King Scorpion                | 34M            | 247,69 cm3           | 22,8/6500                  | 70-72   | Trail              | Pensada desde un principio para un uso mixto carretera/caminos. 5 velocidades. Encendido electrónico en lugar de platinos.Conserva los frenos de 180 mm de la Impala. Horquilla como la Texas. Pequeño portaequipajes trasero. Color rojo Montesa se mantiene |  |
| Cappra 125/250MX             | 18M/63M        | 124,98/247/69 cm3    | 21/8000-35/7000            | 70      | Moto-cross         | . |  |
| Cota 49                      | 20M            | 48,76 cm3            | 2/4800                     | 71      | Trial              | Ver Montesa de 50, pero adaptada al trial . |  |
| Fura                         | 57M            | 48,76 cm3            | 2/4800                     | 72      | Trail              | Como la anterior, pero más trail, asiento mayor, etc |  |
| Brio 50                      | 37M            | 48,76 cm3            | 2/4800                     | 72      | carretera          | Ver Montesa de 50, un poco más sofisticada, especialmente el depósito, chasis gris plata en lugar de negro . |  |
| Cota 123                     | 28M            | 123,7 cm3            | 13/7000                    | 72      | Trial              | Nuevo motor, monobloque, aunque con diferencias con relación al utilizado hasta ahora, que era muy semejante al de la Impala. Este se empleará en las cilindradas menores, de 74 hasta 200 cc. Cotas variadas (54x54 para la 125) en lugar de las 51,5 x 60 que venían desde las "Brio". 6 velocidades, palanca de cambio a la izquierda según nuevas normas internacionales. Cadena secundaria cambia de lado, pasa a la izquierda.Versiones "T" ver observación Cota mod.21M |  |
| Cota 74                      | 16M            | 74,8 cm3             | 9/7200                     | 73      | Trial              | Ver el modelo anterior, diámetro menor (42mm) .Con variantes "T" de sillín doble. |  |
| King Scorpion 250/Automix    | 44M            | 246,3 cm3            | 24/6800                    | 72-76   | Todo terreno-Trail | Trail muy completa, con cuentavueltas, intermitentes, engrase separado. Aletas de refrigeración del cilindro con rizado, coinciden con las nuevas cotas de motor 70x64, que modifican ligeramente la cilindrada. Pedal de cambio pasa a la izquierda, y freno a la derecha. Frenos más pequeños que los de la primera King Scorpion. Depósito de fibra, ver Cappra VR "Still Better" a continuación.Portaequipajes. |  |
| Cappra 250 VR                | 73M            | 246,3 cm3            | 36/7000                    | 73      | Moto-cross         | "Vehkonen Réplica" en honor al piloto de cross oficial de la marca en la época. Medidas del motor como la anterior, aunque cilindro sin rizado. Tapa de cárter modificada, cambio a la izquierda |  |
| Cota 247 T                   | 21M            | 246,3 cm3            | 19/6500                    | 73      | Trial-mixta        | aptitudes de carretera, asiento prolongado, según el mercado demandaba en esos años,ver observación Cota "T" mod. 21M más arriba.cambio a la izquierda según nuevas regulaciones . |  |
| Cappra 250 VR "Still better" | 73M            | 246,3 cm3            | 36/7000                    | 73      | Moto-cross         | Cambio a la izquierda, nuevo depósito fibra con forma en la que se basarían las posteriores Cappra y Enduro. Luego saldrían las versiones VB con horquilla delantera prolongada debajo del eje, y amortiguadores traseros casi verticales. |  |
| Rapita 250 Automix           | 45M            | 246,3 cm3            | 24/6800                    | 74-76   | carretera          | Basada en la King Scorpion mod. 44M. Diferente color (morado).Rueda de menor diámetro delante, guardabarros cerca de la rueda delantera .Frenos pequeños, al haberse agotado los de 180 mm al haberse montado en muchas de las series anteriores. |  |
| Enduro 250                   | 54M            | 246,3 cm3            | n/d                        | 75-88   | Trail-mixta        | Muy larga serie de modelos en constante evolución.Motores con las nuevas cotas 70x64 mm, cambio a la izquierda, nuevo depósito de forma similar a la Cappra VR "Still Better" , el primer modelo sin letra característica y luego a partir de ahí 250A/H/K/H6/H7. Hasta la H6 rojo Montesa. A partir de la H cambia de forma el depósito, ahora mayor, y el sillín más envolvente y mullido- Amortiguadores traseros muy inclinados hacia adelante |  |
| Crono 350                    | 55M            | 349,6 cm3            | 33/7000                    | 81-84   | carretera          | Retorno de la marca a la carretera, con un modelo realmente importante.Motor nuevas cotas,diámetro aumentado a 83,4, frenos de disco, ruedas de aleación de 7 radios, pequeño carenado con instrumentación muy completa, integrando un faro cuadrado. Se hizo un campeonato "Crono" incluso |  |
| Enduro 360 H6                | 67M            | 349,6 cm3            | n/d                        | 78      | Trail-mixta        | Ver cotas motor anterior, escape por arriba en lugar de escape bajo como las 250, amortiguadores traseros verticales |  |
| Crono 75                     | 42M            | 74,8 cm3             | n/d                        | 78      | Carretera          | Nueva oferta para el carnet A-1 Estética innovadora, integrando sillín con colín y laterales, ruedas de aleación, frenos tambor, rojo Montesa |  |
| Crono 125                    | 52M            | 123,7 cm3            | n/d                        | 78      | Carretera          | ver anterior |  |
| Impala 2 125                 | 4M2            | 123,7 cm3            | n/d                        | 78      | Carretera          | Renacimiento de la máquina que hizo famosa a la marca, con ruedas de aleación, frenos más pequeños, encendido electrónico. |  |
| Impala 2 175                 | 4M2            | 174,77 cm3           | n/d                        | 78      | Carretera          | Versión con la cilindrada original, mismasa cotas de cilindro. |  |